# Cantonul Hautefort
Cantonul Hautefort este un canton din arondismentul Périgueux, departamentul Dordogne, regiunea Aquitania, Franța.

## Comune
| Comune                 | Populație (1999) | Cod poștal | Cod INSEE |
| ---------------------- | ---------------- | ---------- | --------- |
| Badefols-d'Ans         | 462              | 24390      | 24021     |
| Boisseuilh             | 118              | 24390      | 24046     |
| La Chapelle-Saint-Jean | 91               | 24390      | 24113     |
| Cherveix-Cubas         | 628              | 24390      | 24120     |
| Chourgnac              | 71               | 24640      | 24121     |
| Coubjours              | 155              | 24390      | 24136     |
| Granges-d'Ans          | 166              | 24390      | 24202     |
| Hautefort              | 1.085            | 24390      | 24210     |
| Nailhac                | 295              | 24390      | 24302     |
| Sainte-Eulalie-d'Ans   | 292              | 24640      | 24401     |
| Teillots               | 110              | 24390      | 24545     |
| Temple-Laguyon         | 44               | 24390      | 24546     |
| Tourtoirac             | 654              | 24390      | 24555     |